# Новомихайловка (Мамлютський район)
Новомиха́йловка (каз. Новомихайловк) — село у складі Мамлютського району Північноказахстанської області Казахстану. Адміністративний центр Новомихайловського сільського округу.
Населення — 780 осіб (2021; 887 у 2009, 1202 у 1999, 1246 у 1989).
Національний склад станом на 1989 рік:
- росіяни — 76 %.